# Інтеріоризація
Інтеріоризáція (від лат. interior — внутрішній) — психологічне поняття, що означає формування розумових дій і внутрішнього плану свідомості через засвоєння індивідом зовнішніх дій з предметами і соціальних форм спілкування.
Поняття введено франц. психологами П'єром Жане, Жаном Піаже, Анрі Валлоном, використовується в психоаналізі при поясненні переходу структури міжіндивідуальних відносин всередину психіки та формування несвідомого (індивідуального або колективного), яке в свою чергу визначає внутрішній план свідомості. За Виготським, інтеріоризация — становлення людської форми психіки завдяки освоєнню індивідом людських цінностей.
Інтеріоризáція (англ. interiorisation) — присвоєння цінностей, їх вростання в особистість. Процес формування внутрішніх структур психіки. Процес переходу від зовнішніх (реальних) до внутрішніх (ідеальних) дій — психічних актів.